# Vostok 2
Vostok 2 (ruski: Восток 2) bila je sovjetska svemirska misija iz Programa Vostok, koja je ponijela kozmonauta Germana Titova s kozmodroma Bajkonur u istoimenoj letjelici u orbitu oko Zemlje .

## Podatci o letjelici
Vostok 2 po katalogu COSPAR broj: 1961-019A, bila je jednostupanjska letjelica duga 5 metara, 
promjera 2,3 m, težine 4731 kg. Vostok 2 je dosegao je visinu od 183 – 244 km iznad zemlje.

## Posada
- German Titov

### Posada u pričuvi
- Andrijan Nikolajev

## Tijek i cilj misije
Let Titova trajao je ukupno 25 sati i 11 minuta, za to vrijeme letjelica je 17 puta obletjela zemlju, Jurij Gagarin je prije toga samo jedanput obletio zemlju, a američki astronauti Alan Shepard i Gus Grissom nisu dosegli orbitu na svojim letovima Mercury-Redstone 3 i 4.
Cilj te misije bio je ispitivanje utjecaja bestežinskog stanja na ljudski organizam. Za razliku od Jurija Gagarina za njegova leta u Vostoku 1 Titov je na vrlo kratko vrijeme preuzeo ručnu kontrolu nad letjelicom. Za cijelog leta Titov je dvaput jeo i jedanput kratko zaspao na 30 minuta.
Let je bio gotovo potpun uspjeh, jedina veća nezgoda za leta zbila se kad se grijač u kapsuli isključio prije reda tako se unutrašnja temperatura smanjila na 10 °C, i pri povratku kad se povratni modul nije potpuno odvojio od servisnog modula. Titov se pri ulasku u atmosferu katapultirao sa stolicom i padobranom spustio pored naselja Krasni Kut (Saratovska oblast). Povratni modul se također spustio pomoću padobrana, ali je kasnije uništen tijekom eksperimenata s programom Vozhod.
Do 2010., Titov je ostao najmlađi čovjek koji se vinuo u svemir. Za svog leta bio je mjesec dana mlađi od 26 godina.

## Vanjske poveznice
- Vostok 2 u enciklopediji Astronautike